# Sinodrepanus besucheti
Sinodrepanus besucheti är en skalbaggsart som beskrevs av Simonis 1985. Sinodrepanus besucheti ingår i släktet Sinodrepanus och familjen bladhorningar. Inga underarter finns listade i Catalogue of Life.